# Heinrich Metzger
Heinrich Rudolf Eduard Metzger (ur. 1861 w Moguncji, zm. 1929 w Berlinie) – niemiecki architekt, miejski radca budowlany w Bydgoszczy w latach 1912–1920.

## Życiorys
Urodził się w Moguncji w 1861 roku. Był absolwentem Wyższej Szkoły Technicznej w Berlinie. Od 1885 r. pracował jako inżynier asystent w wodociągach miejskich w Szczecinie, a od wiosny 1889 r. jako inżynier w Inspekcji Budowy Kanału przy Urzędzie Budownictwa Podziemnego w Kolonii. W 1891 r. podjął się zaprojektowania i nadzorowania budowy sieci wodociągowej i kanalizacyjnej w Toruniu, za co otrzymał tytuł naczelnego inżyniera miejskiego. W 1894 r. wziął udział w konkursie na stanowisko dyrektora gazowni w Bydgoszczy i został wybrany przez Radę Miejską w jednomyślnym głosowaniu. Obsadę szefa miejskiej gazowni objął 1 października 1894 r.
Pracując w Bydgoszczy, wielokrotnie występował w roli projektanta, rzeczoznawcy i konsultanta pełniącego nadzór techniczny nad budową i modernizacją instalacji wodociągowo-kanalizacyjnych, między innymi w: Lesznie, Chełmnie, Kętrzynie, czy Kwidzynie. 24 stycznia 1901 r. został wybrany radcą magistratu w Bydgoszczy. Wszedł w skład miejskiej Deputacji Budownictwa Podziemnego oraz przejął nadzór nad inwestycjami komunalnymi w zakresie gazownictwa, wodociągów i kanalizacji. 12 lipca 1912 r. został mianowany miejskim radcą budowlanym. 15 listopada 1919 r. przeszedł na emeryturę. Na początku następnego roku przeprowadził się do Berlina-Charlottenburga, gdzie 22 kwietnia 1929 r. zmarł.